# Rajd Jänner

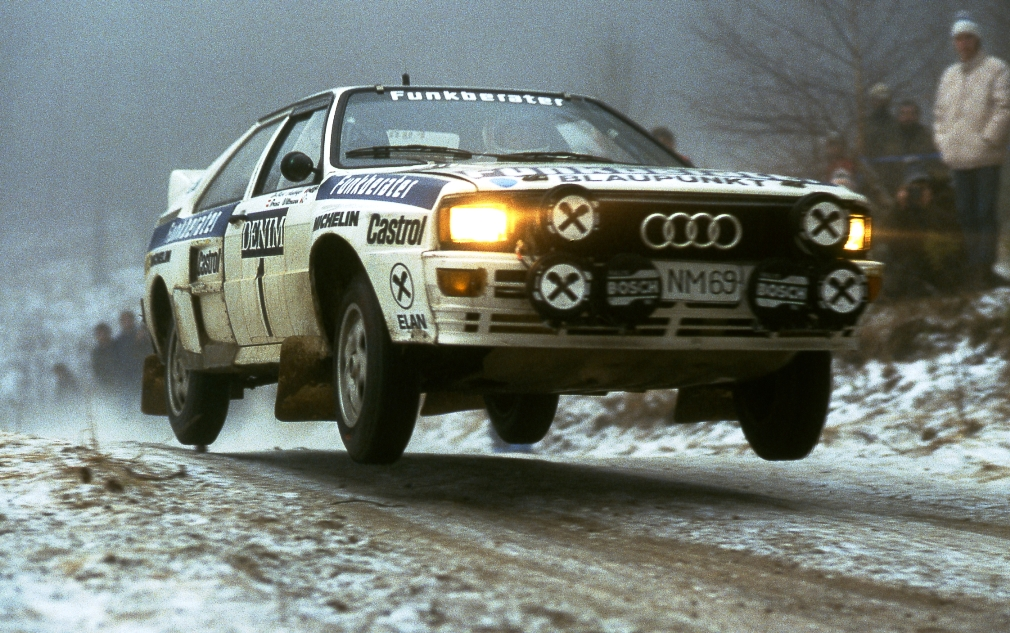
Franz Wittmann w Audi Quattro podczas rajdu Jänner w 1984

Rajd Jänner (pol. Rajd Styczniowy)(Internationale Jänner Rallye) – organizowany od 1969 roku asfaltowy rajd samochodowy z bazą w austriackim mieście Freistadt. Odbywa się on na asfaltowych trasach Górnej Austrii, w dystrykcie Freistadt, najczęściej w okolicach stycznia. Od 1984 roku stanowi on (z przerwami) eliminację mistrzostw Europy. Od czasu inauguracji rajd ten jest jedną z eliminacji mistrzostw Austrii. Z kolei od 2004 roku jest też jedną z eliminacji mistrzostw Czech.

## Zwycięzcy
| Rok          | Nazwa rajdu                                       | Kierowca             | Pilot                 | Samochód                       | Kategoria      |
| ------------ | ------------------------------------------------- | -------------------- | --------------------- | ------------------------------ | -------------- |
| 1969         | 1. Casino Rallye                                  | Weiner               | Loos                  | Citroën DS 19                  |                |
| 1970         | 2. Jänner-Rallye                                  | Helmut Bein          | Christoph Mehmel      | BMW 2002                       |                |
| 1971         | 3. Jänner-Rallye                                  | Rudolf Müller        | Georg Hopf            | BMW 2002                       |                |
| 1972         | 4. Jänner-Rallye                                  | Achim Warmbold       | Ernst Binder          | Opel Ascona                    |                |
| 1973         | 5. Jänner-Rallye                                  | Achim Warmbold       | John Davenport        | Volkswagen 1302 S              |                |
| 1974         | Nie odbył się                                     |                      |                       |                                |                |
| 1975         | 6. Jänner-Rallye                                  | Franz Wittmann       | Traude Schatzl        | BMW 2002                       |                |
| 1976         | 7. Jänner-Rallye                                  | Franz Wittmann       | Traude Schatzl        | Opel Kadett GT/E               | ERC1           |
| 1977         | 8. Jänner-Rallye                                  | Franz Wittmann       | Helmut Neverla        | Opel Kadett GT/E               | ERC1           |
| 1978         | 9. Jänner-Rallye                                  | Wolfgang Šulc        | Fritz Weixelbraun     | Volkswagen 1302 S              | ERC1           |
| 1979         | 10. Jänner-Rallye                                 | Franz Wittmann       | Kurt Nestinger        | Porsche Carrera                | ERC1           |
| 1980         | 11. Jänner-Rallye                                 | Franz Wittmann       | Kurt Nestinger        | Audi 80 GTE                    | ERC2           |
| 1981         | 12. Castrol Jänner-Rallye                         | Franz Wittmann       | Kurt Nestinger        | Audi Quattro                   | ERC2           |
| 1982         | 13. Jänner-Rallye                                 | Franz Wittmann       | Kurt Nestinger        | Audi Quattro                   | ERC2           |
| 1983         | 14. Castrol Jänner-Rallye                         | Franz Wittmann       | Kurt Nestinger        | Audi Quattro A1                | ERC2           |
| 1984         | 15. Castrol Jänner-Rallye                         | Franz Wittmann       | Kurt Nestinger        | Audi Quattro A2                | ERC2, ÖRM      |
| 1985         | 16. Jänner-Rallye                                 | Wilfried Wiedner     | Franz Zehetner        | Audi Quattro A2                | ERC2, ÖRM      |
| 1986         | 17. Jänner-Rallye                                 | Georg Fischer        | Thomas Zeltner        | Audi 80 Quattro                | ERC2           |
| 1987 do 1999 | Nie odbył się                                     |                      |                       |                                |                |
| 2000         | 18. Jänner-Rallye                                 | Felix Paller         | Wolf                  | Lancia Delta HF Integrale      |                |
| 2001         | 19. Jänner-Rallye                                 | Horst Hüfinger       | Andreas Schindlbacher | Mazda 323 GT-R                 |                |
| 2002         | 20. Internationale IQ-Jänner-Rallye               | Hermann Gassner      | Karin Thannhäuser     | Mitusbishi Carisma GT          |                |
| 2003         | 21. Internationale IQ-Jänner-Rallye               | Franz Wittmann       | Heike Feichtinger     | Toyota Corolla WRC             | ERC2, ÖRM      |
| 2004         | 22. Internationale IQ-Jänner-Rallye               | Raimund Baumschlager | Klaus Wicha           | Mitsubishi Carisma GT Evo V    | MMČR, ÖRM      |
| 2005         | 23. Internationale IQ-Jänner-Rallye               | Václav Pech Jr       | Petr Uhel             | Ford Focus WRC                 | MMČR, ÖRM      |
| 2006         | 24. Internationale IQ-Jänner-Rallye               | Raimund Baumschlager | Bernhard Ettel        | Mitsubishi Carisma GT Evo VIII | MMČR, ÖRM      |
| 2007         | 25. Internationale IQ-Jänner-Rallye               | Václav Pech Jr       | Petr Uhel             | Mitsubishi Lancer Evo IX       | MMČR, ÖRM      |
| 2008         | 26. Internationale IQ-Jänner-Rallye               | Václav Pech Jr       | Petr Uhel             | Mitsubishi Lancer Evo IX       | MMČR, ÖRM      |
| 2009         | 27. Internationale Jänner-Rallye                  | Raimund Baumschlager | Thomas Zeltner        | Mitsubishi Lancer Evo IX       | ÖRM            |
| 2010         | Nie odbył się                                     |                      |                       |                                |                |
| 2011         | 28. Internationale Jänner-Rallye                  | Beppo Harrach        | Andreas Schindlbacher | Mitsubishi Lancer Evo IX       | ÖRM            |
| 2012         | 29. Internationale Jänner-Rallye                  | Jan Kopecký          | Pavel Dresler         | Škoda Fabia S2000              | ERC, MMČR, ÖRM |
| 2013         | 30. Internationale Jänner-Rallye                  | Jan Kopecký          | Pavel Dresler         | Škoda Fabia S2000              | ERC, MMČR, ÖRM |
| 2014         | 31. Internationale Jänner-Rallye                  | Robert Kubica        | Maciej Szczepaniak    | Ford Fiesta RRC                | ERC, MMČR, ÖRM |
| 2015         | 32. Internationale Jänner-Rallye                  | Kajetan Kajetanowicz | Jarosław Baran        | Ford Fiesta R5                 | ERC, ÖRM       |
| 2016         | Nie odbył się                                     |                      |                       |                                |                |
| 2017         | Nie odbył się                                     |                      |                       |                                |                |
| 2018         | 33. Internationale Lietz Sport Jänner-Rallye      | Johannes Keferböck   | Hannes Gründlinger    | Ford Fiesta R5                 | ÖRM            |
| 2019         | 34. Internationale Lietz Sport Jänner-Rallye      | Julian Wagner        | Anne Katharina Stein  | Škoda Fabia R5                 | ÖRM            |
| 2020         | 35. Internationale LKW FRIENDS Jänner-Rallye      | Hermann Neubauer     | Bernhard Ettel        | Ford Fiesta R5                 | ÖRM            |
| 2021         | Nie odbył się z powodu pandemii wirusa SARS-CoV-2 |                      |                       |                                |                |
| 2022         | Nie odbył się z powodu pandemii wirusa SARS-CoV-2 |                      |                       |                                |                |
| 2023         | 36. Internationale LKW FRIENDS Jänner-Rallye      | Adrien Fourmaux      | Alexandre Coria       | Ford Fiesta Rally2 MkII        | ÖRM            |
| 2024         | 37. Internationale LKW FRIENDS Jänner-Rallye      | Michael Lengauer     | Erik Fürst            | Škoda Fabia Rally2 Evo         | ÖRM            |
| 2025         | 38. Internationale LKW FRIENDS Jänner-Rallye      | Michael Lengauer     | Erik Fürst            | Škoda Fabia RS Rally2          | ÖRM            |

- ERC – Rajdowe Mistrzostwa Europy (liczba oznacza współczynnik rajdu)
- MMČR – Rajdowe Mistrzostwa Czech (Mezinárodní mistrovství České republiky v rallye)
- ÖRM – Rajdowe Mistrzostwa Austrii (Österreichische Rallye-Staatsmeisterschaft)